# Šumburk (hrad)
Šumburk (též Šumná, německy Schönburg) je zřícenina hradu v katastrálním území Klášterec nad Ohří v okrese Chomutov. Nachází se asi tři kilometry západně od města na vrcholu stejnojmenného kopce v nadmořské výšce okolo 540 metrů. Gotický hrad byl založen v první polovině patnáctého století pány ze Šumburka. Později se v jeho držení vystřídali kromě jiných páni z Illburka a Fictumové. Ve druhé polovině šestnáctého století na něm však majitelé nesídlili, a chátrající hrad již nebyl po velkém požáru opraven. Ke hradu patřil také hospodářský dvůr, u kterého se postupně rozrostla zaniklá osada Šumná. Od roku 1963 je zřícenina hradu chráněna jako kulturní památka.

## Historie

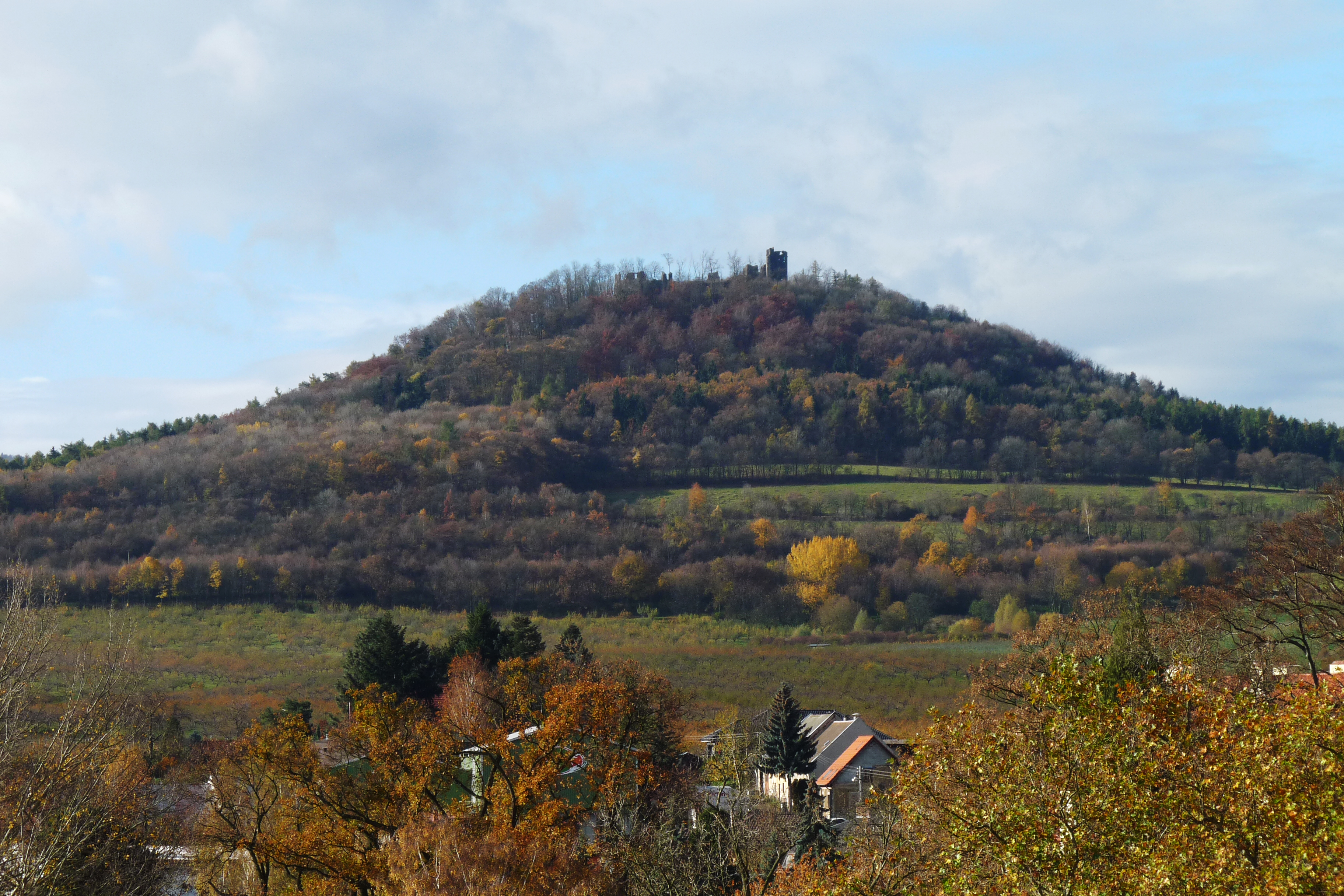
Šumburk ze zámku v Klášterci nad Ohří

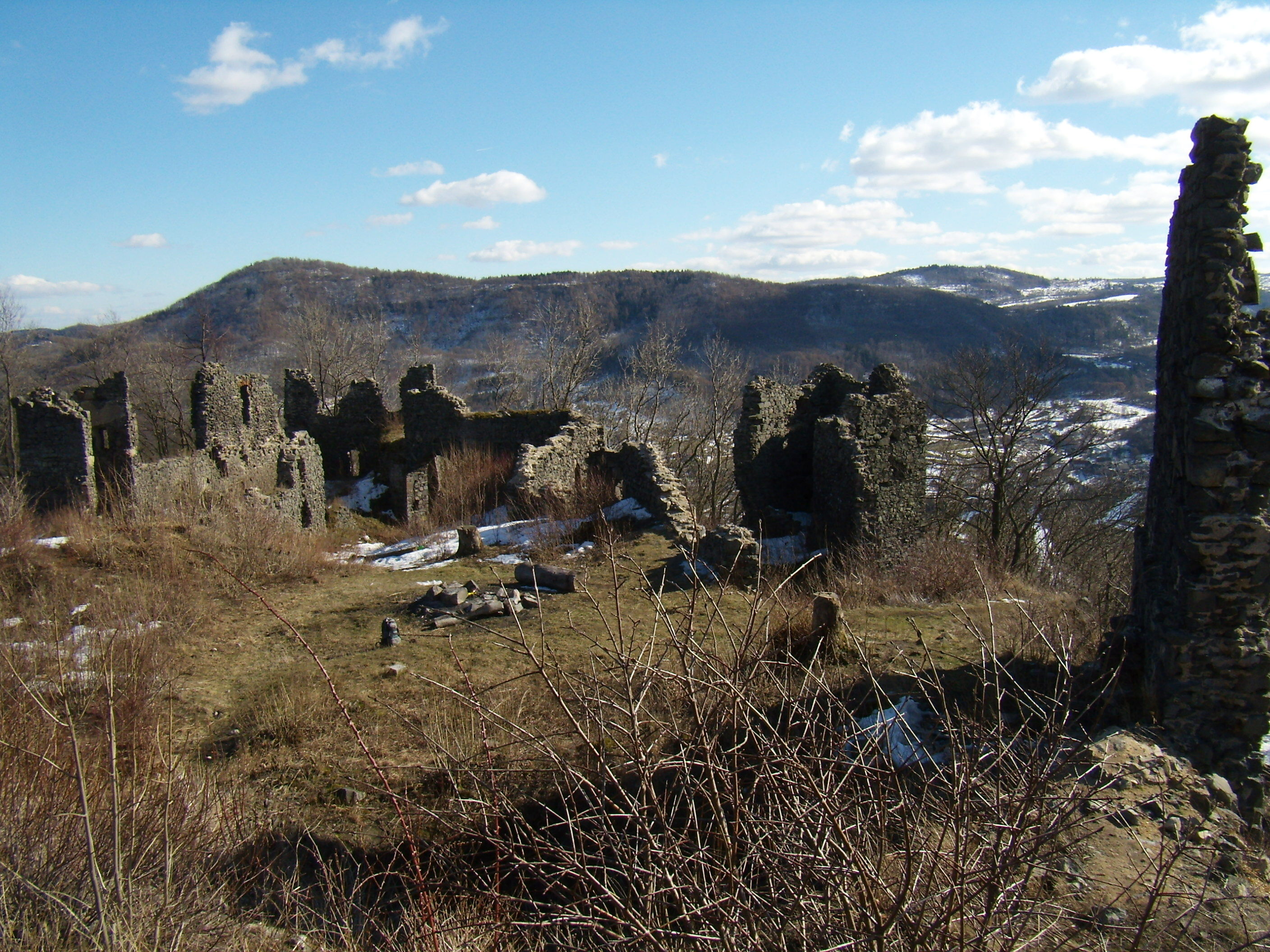
Nádvoří se zbytky paláce a brány

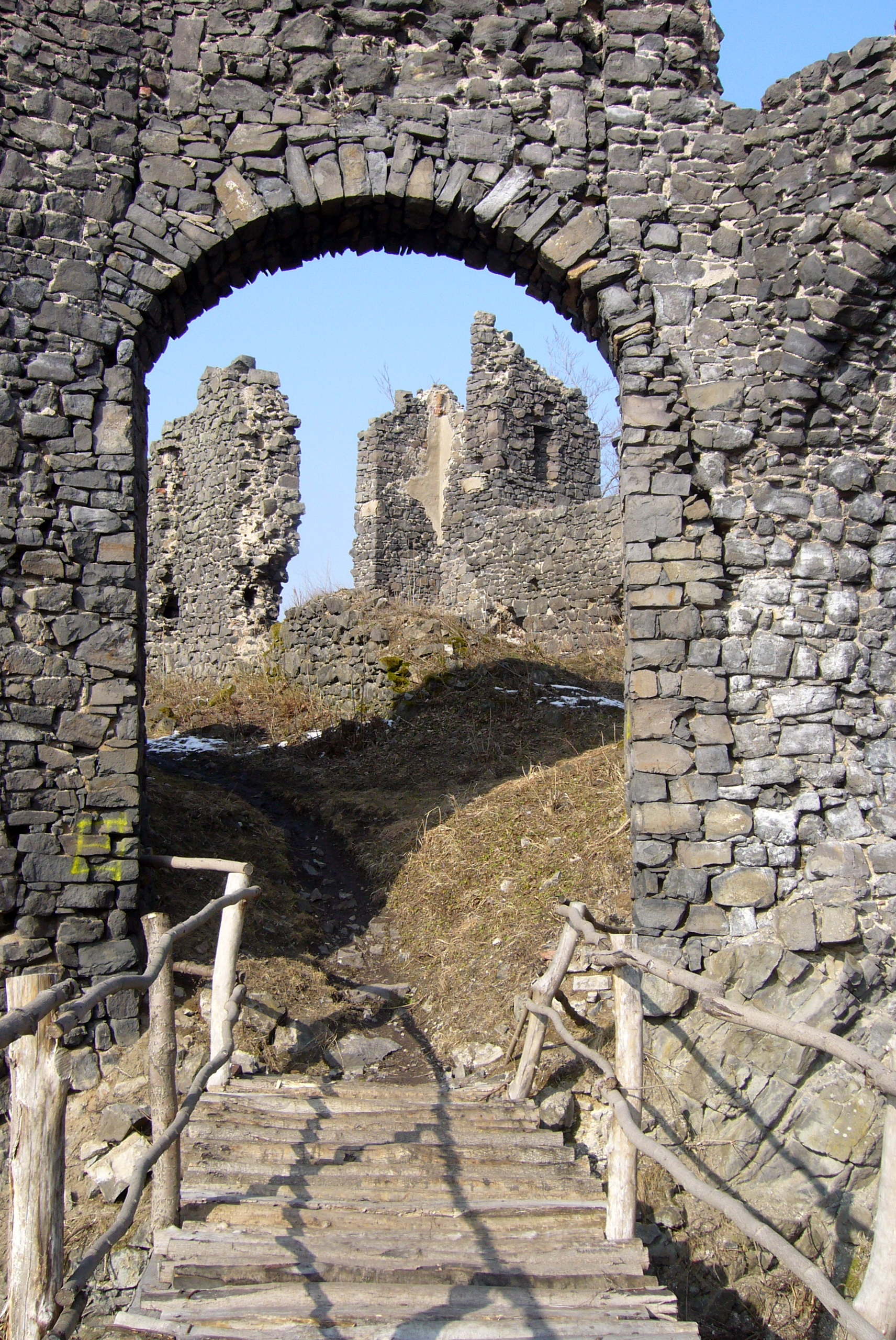
Detail brány

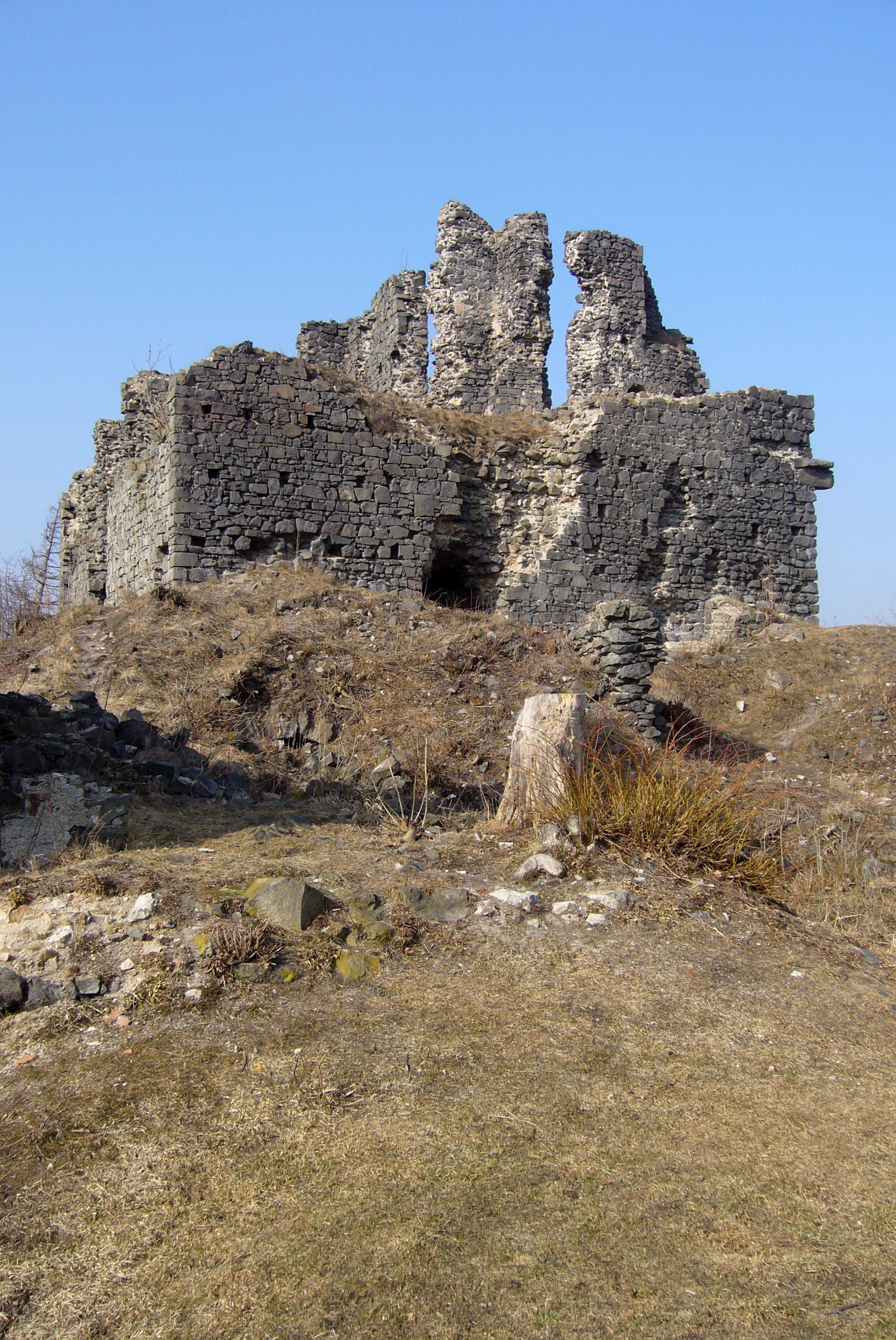
Obytná věž

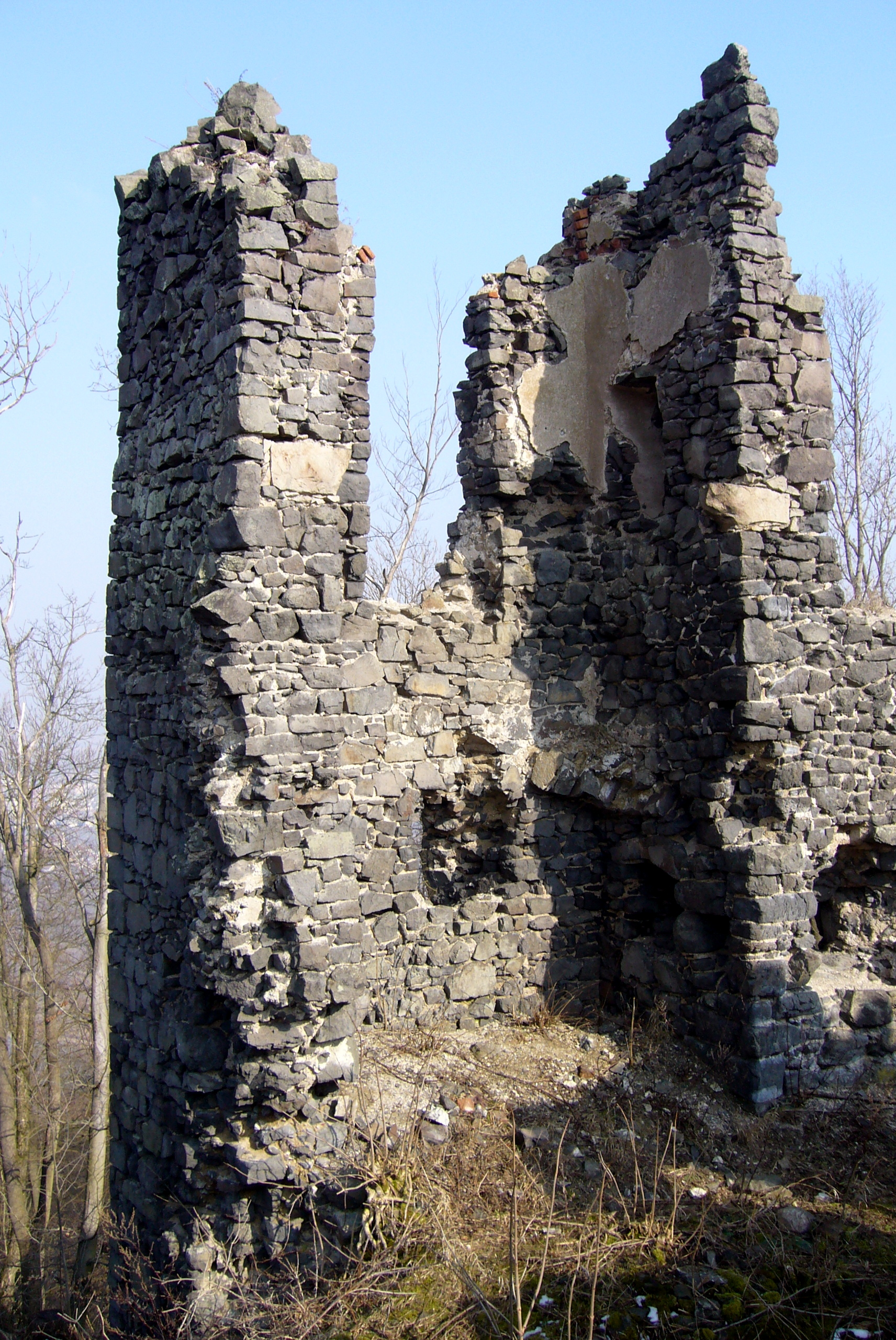
Severovýchodní bašta

Dne 26. října 1431 si bratranci Aleš a Vilém ze Šumburka rozdělili rozsáhlé panství hradu Perštejn. Vilém získal Podmilesy, Klášterec nad Ohří, Nezabylice, Mikulovice, Rájov, Kamenné, Kunov, Ciboušov, Tušimice, Kláštereckou Jeseň, Horní a Dolní Halži, části Domašína, Prunéřova a Loučné a 500 kop grošů. Na svém novém panství brzy založil hrad, jehož stavbu dokončil pravděpodobně roku 1435, protože od té doby se psal s přídomkem „seděním na Novém Šumburku“. Se svými sousedy vedl mnoho sporů, ale největší z nich byl s Vendem z Illburka. V roce 1443 se lstí zmocnil jeho hradu Egerberka, samotného Venda zajal a uvěznil ve věži, kde ho umučil hladem k smrti. Hrad Egerberk vzápětí prodal Jakoubkovi z Vřesovic. Už o dva roky dříve však rozprodal část svého majetku (platy z Prunéřova, Ciboušova, Mikulovic a Přísečnice) pánům z Rýzmburka a Hasištejnským z Lobkovic. V roce 1449 prodal Klášterec nad Ohří včetně hradu Šumburka Vilémovi z Illburka.
Vilém z Illburka však panství vlastnil pouhé čtyři roky a pro dluhy je musel přenechat Ondřeji Kaufunkovi z Kaufunu a bratrům Oplovi, Bozovi a Bernartovi z Fictumu. Když Opl zemřel, stali se majiteli hradu bratři Jiří, Purkart, Kryštof a Felix z Fictumu. Bratři nechali opravit zchátralý hrad, rozšířili panství o Petlery a část Miřetic, ale zároveň prodali Spindelbach, Dolinu a Rusovou. V roce 1486 hrad zůstal Felixovi z Fictumu jako jedinému majiteli, ale po jeho smrti drželi hrad ve společném vlastnictví bratři Jiří, Hanuš, Volf a Opl z Fictumu. Roku 1512 král Vladislav Jagellonský na Oplovu žádost propustil panství do dědičného držení vlastnictví rodu. O dva roky později si bratři panství rozdělili, ale hrad jim zůstal ve společném majetku. Opl na Šumburku zřídil penězokazeckou dílnu. Před jejím prozrazením sice převedl svůj majetek na bratry, ale když utekl ze země, král jeho podíl přesto zabavil.
Roku 1543 koupili dva díly Šumburka bratři Hanuš, Arnošt, Jiří, Hugo a Volf ze Šumburka na Glouchově a Waldenburku, kteří byli potomky zakladatele hradu. Hrad částečně vyhořel někdy před rokem 1559, kdy Šumburkové prodali svůj podíl Petrovi Boryňovi ze Lhoty na Nezabylicích, ale toho o rok později zastřelili lupiči. Poručníkem Petrových nezletilých dcer Markéty a Benigny se stal jeho bratr Zdislav ze Lhoty, který sice sídlil na hradě, ale Markéta později se svými manžely Václavem Gryspekem a Vilémem Huvarem z Lobenštejna bydlela v panském domě u poplužního dvora v Šumné. Hrad nebyl nadále udržován a v průběhu sedmnáctého století se změnil ve zříceninu.

## Stavební podoba
V době vzniku hradu se rychle rozvíjely palné zbraně, a proto byl za staveniště hradu zvolen vrchol osamoceného kopce, který nebylo možné ohrozit palbou z děl. V první stavební fázi se hlavní obytnou stavbou stal velký donjon, který chránilo opevnění zesílené třemi čtverhrannými baštami, jejichž možnosti aktivní obrany však nebyly příliš účinné.
Okolo hradního jádra byl ve skále vytesán příkop s částečně vyzděnou čelní stranou. Cesta, která k němu stoupá jižním úbočím, byla v pozdější stavební fázi opevněna hradbou a přepažena dvěma kulisovými branami. První z nich stála na třech pilířích propojených oblouky, z nichž se zachoval pouze jeden. Závěr cesty vedl po umělé rampě k mostu přes příkop. Za ním se nachází třetí brána, tvořená původně lomeným obloukem s vpadlinou pro stěžejkový padací most. Otvory po stěžejkách byly později zazděny. Prostor předbraní měl vějířový tvar chráněný baštou s četnými střílnami pro ruční palné zbraně.
Dominantní stavbou hradního jádra je obytná věž o půdorysu 12,5 × 12,7 metru a síle zdi 1,7 metru, ke které byly později ze tří stran připojeny obytné přístavky vybavené řadou krakorců po prevétech. Samotná věž, která se částečně dochovala do výše čtvrtého patra, měla v přízemí dvě místnosti spojené malým půlkruhovým portálem a zaklenuté valenou klenbou. Vstupovalo se do nich pravděpodobně otvorem v klenbě. Do prvního patra rozděleného na tři protáhlé místnosti se vcházelo portálem umístěným asi tři metry nad zemí. Také místnosti v prvním patře měly valené klenby. Další dvě patra obsahovala po jedné místnosti, přičemž podlaha druhého patra byla krytá dlaždicemi.
Později přestala věž dostačovat dobovým nárokům na bydlení, a proto byl na východní straně nádvoří postaven nový trojprostorový palác a naproti němu rozsáhlá hospodářská budova. Nádvorní zeď paláce je široká 80 centimetrů a probíhá rovnoběžně s hradbou ve vzdálenosti 5,4 metru. Dochovaly se v ní kanály teplovzdušného topení. Poloha vyhřívací pece je neznámá, ale je možné, že stávala v místnosti s výrazně sníženou úrovní podlahy poblíž brány.
Na západním okraji hradu se pod donjonem nachází zbytky zdi s půdorysem písmena „V“ z nasucho kladeného kamene, které Jaroslav Pachner považuje za předsunutou baštu propojenou se zbytkem opevnění hradbou nebo palisádou na podezdívce.